# Puilly-et-Charbeaux
Puilly-et-Charbeaux est une commune française, située dans le département des Ardennes en région Grand Est.

## Géographie

### Localisation
La commune est située dans la partie Est du département des Ardennes, aux portes de la Lorraine et de la Belgique, à quelques kilomètres de l'abbaye d'Orval plus à l'est et de Carignan plus à l'ouest, notamment.
| Blagny | Tremblois-lès-Carignan, Mogues | Williers             |
| Linay  | Puilly-et-Charbeaux            | Villers-devant-Orval |
| Fromy  | Moiry                          | Auflance             |

### Lieux-dits

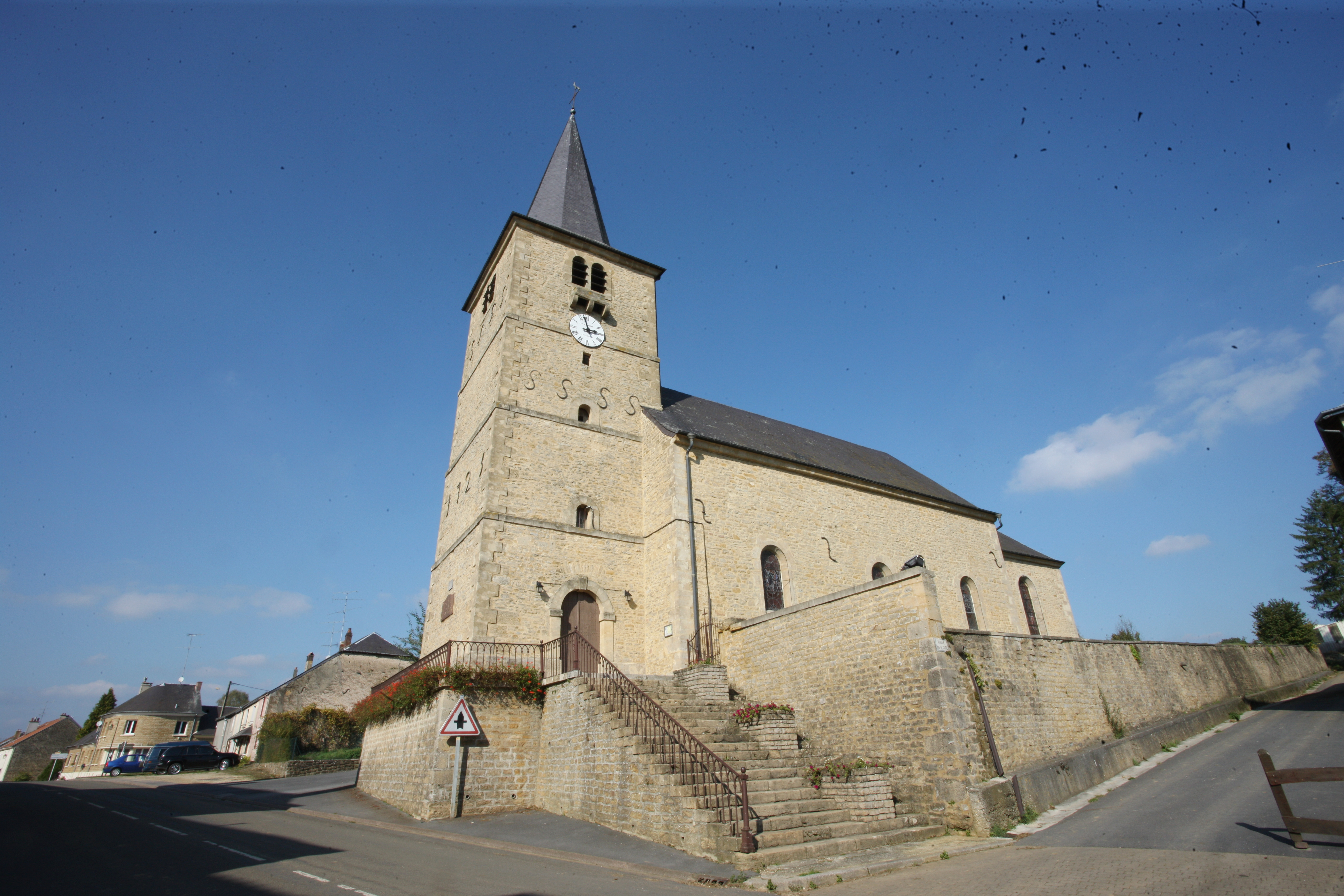
Église Saint-Sébastien.

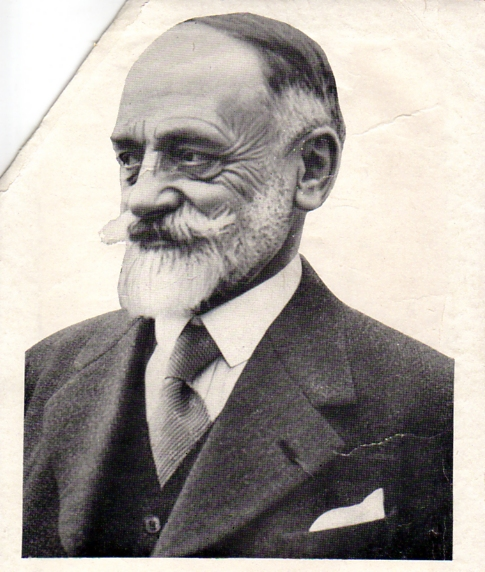
Gustave Gobert.

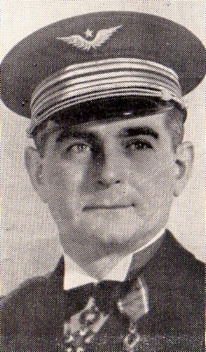
Colonel Henri François.

La Chapelle, Charbeaux, Chêvres, Mandrezy, Olvesse, Saint-Saumont.

### Géologie
La commune est située sur des terrains liasiques, avec des calcaires sableux et argineux (et de nombreux fossiles), et des marnes argileuses. Un fossile de baleine a été trouvé au XIXe siècle.

### Hydrographie
La commune est dans le bassin versant de la Meuse au sein du bassin Rhin-Meuse. Elle est drainée par le ruisseau la Marche, le ruisseau le Paquis, le ruisseau la Coquette, le ruisseau des Pres de Pure et le ruisseau du Fond de Naive,.
Le ruisseau la Marche, d'une longueur de 16 en France km, prend sa source dans la commune de Williers et se jette  dans la Chiers à Margut, après avoir traversé sept communes.

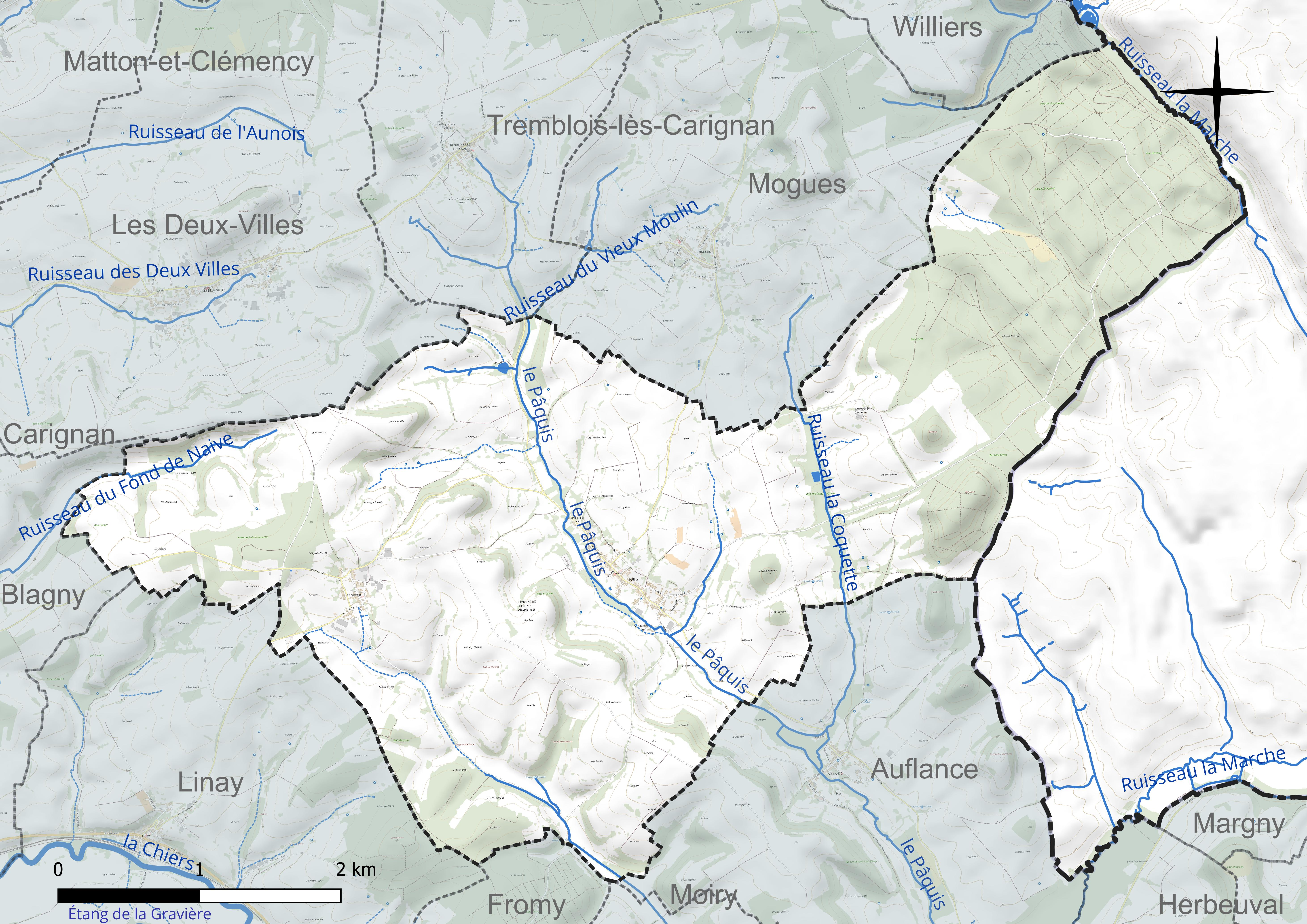
Réseau hydrographique de Puilly-et-Charbeaux.

### Climat
Pour des articles plus généraux, voir Climat du Grand Est et Climat des Ardennes.
En 2010, le climat de la commune est de type climat de montagne, selon une étude du Centre national de la recherche scientifique s'appuyant sur une série de données couvrant la période 1971-2000. En 2020, Météo-France publie une typologie des climats de la France métropolitaine dans laquelle la commune est dans une zone de transition entre le climat océanique altéré et le climat océanique altéré et est dans la région climatique Lorraine, plateau de Langres, Morvan, caractérisée par un hiver rude (1,5 °C), des vents modérés et des brouillards fréquents en automne et hiver.
Pour la période 1971-2000, la température annuelle moyenne est de 9,4 °C, avec une amplitude thermique annuelle de 15,6 °C. Le cumul annuel moyen de précipitations est de 903 mm, avec 13,7 jours de précipitations en janvier et 9,8 jours en juillet. Pour la période 1991-2020, la température moyenne annuelle observée sur la station météorologique de Météo-France la plus proche, « Linay », sur la commune de Linay à 4 km à vol d'oiseau, est de 10,4 °C et le cumul annuel moyen de précipitations est de 969,0 mm. 
La température maximale relevée sur cette station est de 42 °C, atteinte le 25 juillet 2019 ; la température minimale est de −24 °C, atteinte le 9 janvier 1985,,.
Les paramètres climatiques de la commune ont été estimés pour le milieu du siècle (2041-2070) selon différents scénarios d'émission de gaz à effet de serre à partir des nouvelles projections climatiques de référence DRIAS-2020. Ils sont consultables sur un site dédié publié par Météo-France en novembre 2022.

## Urbanisme

### Typologie
Au 1er janvier 2024, Puilly-et-Charbeaux est catégorisée commune rurale à habitat dispersé, selon la nouvelle grille communale de densité à 7 niveaux définie par l'Insee en 2022.
Elle est située hors unité urbaine et hors attraction des villes,.

### Occupation des sols
L'occupation des sols de la commune, telle qu'elle ressort de la base de données européenne d’occupation biophysique des sols Corine Land Cover (CLC), est marquée par l'importance des territoires agricoles (70,1 % en 2018), une proportion identique à celle de 1990 (70,1 %). La répartition détaillée en 2018 est la suivante : 
prairies (42,6 %), forêts (28,5 %), zones agricoles hétérogènes (16,5 %), terres arables (10,9 %), zones urbanisées (1,4 %). L'évolution de l’occupation des sols de la commune et de ses infrastructures peut être observée sur les différentes représentations cartographiques du territoire : la carte de Cassini (XVIIIe siècle), la carte d'état-major (1820-1866) et les cartes ou photos aériennes de l'IGN pour la période actuelle (1950 à aujourd'hui).

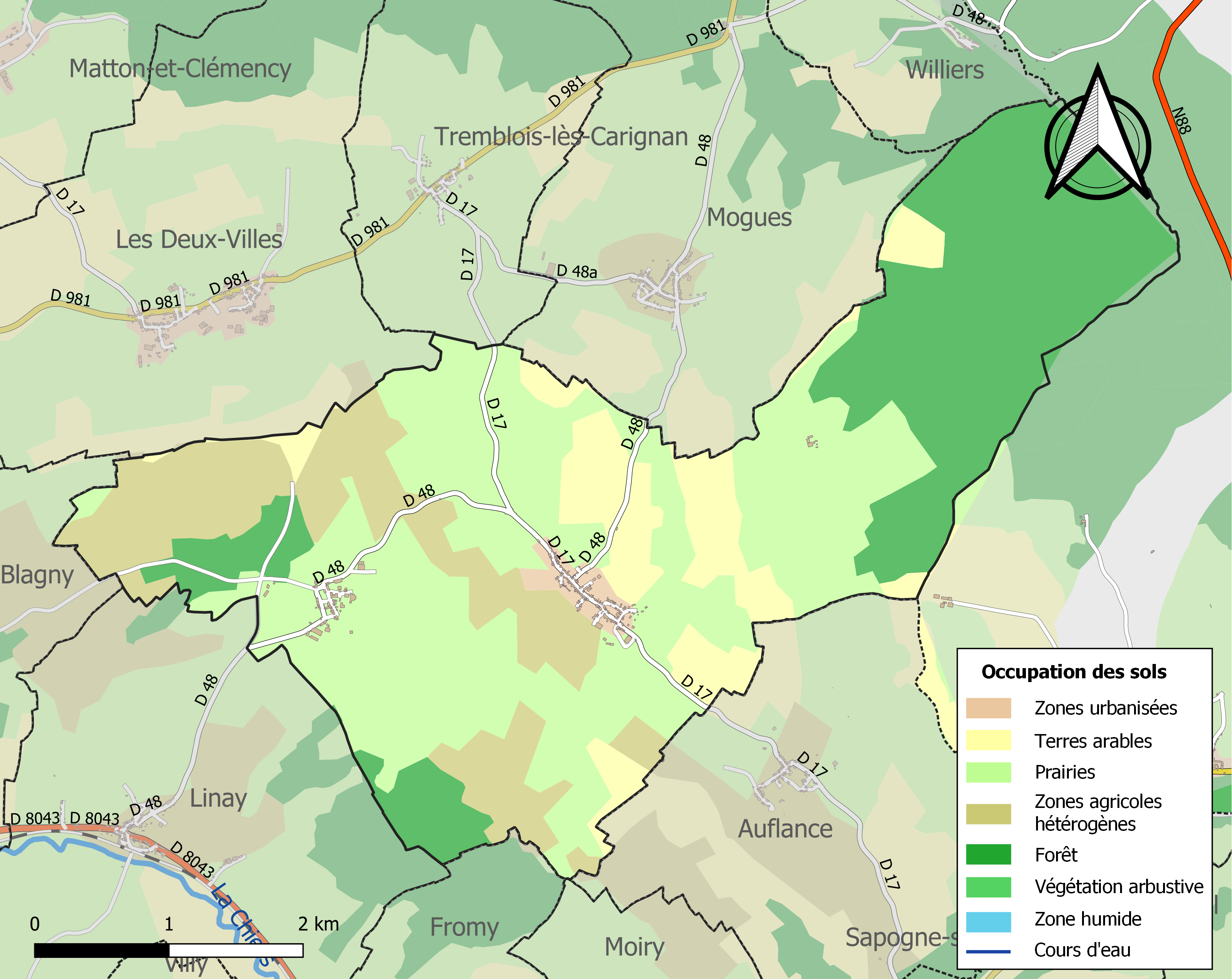
Carte des infrastructures et de l'occupation des sols de la commune en 2018 (CLC).

## Toponymie
Puilly est un toponyme gallo-romain, dérivant probablement de Pulliacum. La forme la plus ancienne connue est Pullei, en 1190.
Charbeaux est d'origine celtique. La forme la plus ancienne connue est Carbool, dans un document de 862, qui confirme les biens de l'abbaye de Stavelot. Charbeaux est précisé « quod est in pago Waverense in comitatu Evodiense in locu qui vocatur Carboch ».

## Histoire
La commune a été longtemps tiraillée entre l'Empire espagnol et le royaume de France. En 1639, les troupes impériales reprennent le village mais cet assaut est si violent, que la commune reste inoccupée trois ans par les villageois, qui préfèrent trouver refuge ailleurs. Le traité des Pyrénées  décide de son rattachement au royaume de France en 1659, avec le pays d'Yvois.
En 1828, les villages de Puilly et Charbeaux sont réunis en une même commune.

## Politique et administration
| Période                                  | Période                   | Identité                                            | Étiquette | Qualité     |
| ---------------------------------------- | ------------------------- | --------------------------------------------------- | --------- | ----------- |
| Les données manquantes sont à compléter. |                           |                                                     |           |             |
| mars 2014                                | En cours (au 25 mai 2020) | Jean-Bernard Choisit Réélu pour le mandat 2020-2026 |           | Agriculteur |

## Démographie
L'évolution du nombre d'habitants est connue à travers les recensements de la population effectués dans la commune depuis 1793. Pour les communes de moins de 10 000 habitants, une enquête de recensement portant sur toute la population est réalisée tous les cinq ans, les populations de référence des années intermédiaires étant quant à elles estimées par interpolation ou extrapolation. Pour la commune, le premier recensement exhaustif entrant dans le cadre du nouveau dispositif a été réalisé en 2007.

En 2022, la commune comptait 218 habitants, en évolution de −8,4 % par rapport à 2016 (Ardennes : −2,97 %, France hors Mayotte : +2,11 %).
| 1793 | 1800 | 1806 | 1821 | 1831 | 1836 | 1841 | 1846 | 1851 |
| ---- | ---- | ---- | ---- | ---- | ---- | ---- | ---- | ---- |
| 451  | 432  | 516  | 640  | 666  | 818  | 846  | 874  | 910  |

| 1866 | 1872 | 1876 | 1881 | 1886 | 1891 | 1896 | 1901 | 1906 |
| ---- | ---- | ---- | ---- | ---- | ---- | ---- | ---- | ---- |
| 888  | 810  | 807  | 756  | 759  | 699  | 714  | 668  | 653  |

| 1911 | 1921 | 1926 | 1931 | 1936 | 1946 | 1954 | 1962 | 1968 |
| ---- | ---- | ---- | ---- | ---- | ---- | ---- | ---- | ---- |
| 610  | 532  | 502  | 431  | 430  | 359  | 369  | 356  | 384  |

| 1975 | 1982 | 1990 | 1999 | 2006 | 2007 | 2012 | 2017 | 2022 |
| ---- | ---- | ---- | ---- | ---- | ---- | ---- | ---- | ---- |
| 325  | 305  | 258  | 244  | 254  | 255  | 264  | 227  | 218  |

## Héraldique
| Blason de Puilly-et-Charbeaux | Blason  | Tiercé en pairle : au 1er parti de gueules et d'azur à la croisette recroisetée au pied fiché d'or brochant sur la partition, au 2e de sinople à l'arc d'argent à la flèche ajustée du même pointant à senestre, au 3e d'argent au dragon de sinople. |
| Blason de Puilly-et-Charbeaux | Détails | Création MM. Baron, Demoncheaux et Jolly. Adopté le 16 février 1998. |

## Lieux et monuments
- Église Saint-Sébastien : église fortifiée, avec des bretèches de part et d'autre de la tour carrée. L'église comporte des peintures murales des XVIIe siècle et XVIIIe siècle, rénovées par un couple d'artisans-artistes, Christian et Kathy Vibert, de l'Atelier de la Renaissance. Les vitraux ont également été rénovés par un maître-verrier de l'atelier Verre et lumière en Ardennes, Pascal Gérome. Un ciel étoilé est peint sur le plafond voûté. Le chœur, le maître-autel (surmonté d'un retable sculpté et peint) et la chaire sont du XVIIIe siècle[17].
- Église Saint-Georges de Charbeaux.

## Personnalités liées à la commune
Jean-Andre Lepaute (1728 - 1801) : célèbre horloger de Paris né à Puilly. Ses œuvres principales sont l'horloge de l'hôtel de ville, placée en 1781, l'horloge décimale du château des Tuileries, les horloges du Palais-Royal, du jardin du roi et du Luxembourg.
Père Louis Étienne (1877-1947) : missionnaire inhumé à Hong-Kong - Plaque commémorative au cimetière de Puilly.
Gustave Gobert  (25 décembre 1880 - 31 janvier 1950) : professeur d'allemand, écrivain et conférencier (il a publié plusieurs ouvrages dont "À mon village" 1938 complété et réédité sous le titre "Un village des Ardennes" en 1944 consacré à Puilly-et-Charbeaux), conseiller municipal, homme politique (radical socialiste), candidat aux élections législatives sur la circonscription de MEZIERES en 1928 et en 1932 (non élu), fondateur de l'une des premières sections d'anciens combattants des Ardennes, ancien combattant des deux guerres (1914-1918, 1939-1945), conseiller municipal, secrétaire et membre de "la Vénerie", colonie de vacances à Signy-l'Abbaye, président de la Mutuelle bétail. Il a effectué les premiers échanges franco-allemands, et ceci déjà entre les deux conflits. Il est inhumé au cimetière de Puilly.
Colonel Henri François :né à Puilly le 31 août 1892, fils de Auguste François et de Maria Louis. Epoux de Louise Marie Rettien, et père d'une fille Suzanne. Engagé volontaire en 1910, il participe comme artilleur à la guerre 1914-1918 et termine lieutenant avec cinq citations. Passé dans l'aviation, pilote à l'escadrille 55 il revient de Syrie avec une blessure et cinq nouvelles citations. De 1930 à 1939 il participe à différentes opérations aériennes et à des raids (Coupe Bibesco, Istres-Damas-Paris,Villacoublay-Bagdad...) Il participe à plusieurs cabinets ministériels. Pendant la guerre de 1939-1940 il s’illustre à la tête de son escadre de bombardiers de nuit. Commandant de la base aérienne d'Oran, il y décède le 5 juin 1942. Il est colonel et Grand officier de la Légion d'honneur.[source insuffisante]
- Liste des communes des Ardennes